# Eugenio (film)
Eugenio – francuski film animowany z 1999 roku w reżyserii Jeana-Jacques’a Prunès. Ekranizacja komiksu autorstwa Lorenza Mattottiego i Marianny Cockenpot.

## Wersja polska
Opracowanie: Master Film

Reżyseria: Elżbieta Jeżewska

Dialogi: Dorota Filipek-Załęska

Wystąpili:
- Janusz Bukowski
- Dorota Nowakowska
- Katarzyna Tatarak
- Mieczysław Gajda
- Włodzimierz Press
- Piotr Kozłowski
- Paweł Szczesny
- Jacek Kopczyński

i inni